# Raith Rovers FC
Raith Rovers FC is een Schotse voetbalclub uit Kirkcaldy in Fife. De club speelde 37 seizoenen in de hoogste klasse en 51 in de 2de klasse.

## Geschiedenis
De club werd in 1883 gesticht. In 1912 behaalde de club de finale van de Schotse beker maar verloor daar van Falkirk FC. De hoogste plaats in de eerste klasse werd in 1922 bereikt toen ze 3de eindigde, achter The Old Firm.
In 1938 werd de club kampioen van de 2de klasse met 142 goals in 34 wedstrijden, een record dat vandaag nog steeds geldt.
De succesjaren van de club kwamen in de jaren 90 toen de League Cup gewonnen werd. In 1996 maakte de club haar eerste optreden in de UEFA Cup, na eerst clubs uit Faeröer en IJsland te verslaan verloor de club van Bayern München, de uiteindelijke winnaar.
Na het seizoen 1996/97 degradeerde de club echter. Het eerste seizoen in de 2de klasse werd nog een 3de plaats behaald maar de volgende seizoenen zakte de club steeds verder weg, in 2002 volgde een degradatie naar 3de. De Rovers konden onmiddellijk terugkeren maar in 2005 degradeerde de club opnieuw naar 3de. In 2009 promoveerde de club maar moest in 2017 weer een stapje terug doen.

## Erelijst
- Scottish Football League First Division
  - Winnaar (6): 1907/08, 1909/10, 1937/38, 1948/49, 1992/93, 1994/95
- Scottish Football League Second Division
  - Winnaar (2): 2002/03, 2008/09
- Scottish League One
  - Winnaar (1): 2019/20
- Scottish Cup
  - Runner-up (1): 1913
- Scottish League Cup
  - Winnaar (1): 1995
  - Runner-up (1): 1949

## Overzichtslijsten

### Eindklasseringen
| 6 |

| 4 |

| 1 |

| 9 |

| 8 |

| 5 |

| 12 |

| 12 |

| 14 |

| 11 |

| 4 |

| 7 |

| 14 |

| 11 |

| 16 |

| 13 |

| 18 |

| 10 |

| 13 |

| 5 |

| 2 |

| 16 |

| 16 |

| 17 |

| 8 |

| 11 |

| 3 |

| 5 |

| 13 |

| 2 |

| 13 |

| 2 |

| 11 |

| 5 |

| 4 |

| 12 |

| 10 |

| 13 |

| 7 |

| 9 |

| 2 |

| 5 |

| 7 |

| 5 |

| 7 |

| 5 |

| 1 |

| 11 |

| 1 |

| 6 |

| 10 |

| 3 |

| 8 |

| 5 |

| 7 |

| 10 |

| 1 |

| 5 |

| 10 |

| 7 |

| 3 |

| 3 |

| 1 |

| 7 |

| 2 |

| 7 |

| 6 |

| 7 |

| 6 |

| 4 |

| 9 |

| 2 |

| 3 |

| 1 |

| 3 |

| 5 |

| 7 |

| 2 |

| 5 |

| Niveau 1 | Niveau 2 | Niveau 3 | Niveau 4 |

| Periode    | Niveau 1                | Niveau 2              | Niveau 3            | Niveau 4            |
| 1893-1975  | Division One            | Division Two          | Division Three      | --                  |
| 1975-1998  | Premier Division        | First Division        | Second Division     | Third Division      |
| 1998-2013  | Scottish Premier League | First Division        | Second Division     | Third Division      |
| 2013-heden | Scottish Premiership    | Scottish Championship | Scottish League One | Scottish League Two |

### Seizoensresultaten vanaf 1999
| Seizoen | Competitie               | Niveau | Eindstand | Tsch  | Scottish Cup | Opmerking                                                              |
| ------- | ------------------------ | ------ | --------- | ----- | ------------ | ---------------------------------------------------------------------- |
| 1998/99 | Scottish First Division  | II     | 8         | ?     | 3e ronde     |                                                                        |
| 1999/00 | Scottish First Division  | II     | 5         | 3.165 | 3e ronde     |                                                                        |
| 2000/01 | Scottish First Division  | II     | 7         | 1.791 | 3e ronde     |                                                                        |
| 2001/02 | Scottish First Division  | II     | 10        | 1.911 | 3e ronde     |                                                                        |
| 2002/03 | Scottish Second Division | III    | 1         | 1.930 | 3e ronde     |                                                                        |
| 2003/04 | Scottish First Division  | II     | 8         | 2.191 | 3e ronde     |                                                                        |
| 2004/05 | Scottish First Division  | II     | 10        | 1.754 | 3e ronde     |                                                                        |
| 2005/06 | Scottish Second Division | III    | 7         | 1.624 | 2e ronde     |                                                                        |
| 2006/07 | Scottish Second Division | III    | 3         | 1.935 | 2e ronde     | halve finale play-offs > Stirling Albion FC: 0-0 (T) / 1-3 (U)         |
| 2007/08 | Scottish Second Division | III    | 3         | 1.759 | 4e ronde     | halve finale play-offs > Airdrie United FC: 0-2 (T) / 2-2 (U)          |
| 2008/09 | Scottish Second Division | III    | 1         | 2.106 | 3e ronde     | League-topscorer: Kevin Smith (18)                                     |
| 2009/10 | Scottish First Division  | II     | 7         | 2.258 | halve finale |                                                                        |
| 2010/11 | Scottish First Division  | II     | 2         | 2.718 | 3e ronde     |                                                                        |
| 2011/12 | Scottish First Division  | II     | 7         | 1.928 | 4e ronde     |                                                                        |
| 2012/13 | Scottish First Division  | II     | 6         | 1.829 | 8e finale    |                                                                        |
| 2013/14 | Scottish Championship    | II     | 7         | 1.659 | kwartfinale  |                                                                        |
| 2014/15 | Scottish Championship    | II     | 6         | 2.598 | kwartfinale  |                                                                        |
| 2015/16 | Scottish Championship    | II     | 4         | 2.319 | 4e ronde     |                                                                        |
| 2016/17 | Scottish Championship    | II     | 9         | 2.631 | 4e ronde     | halve finale play-outs > Brechin City FC: 1-1 (T) / 3-3 (3-4 n.s.) (U) |
| 2017/18 | Scottish League One      | III    | 2         | 1.886 | 3e ronde     | halve finale play-offs > Alloa Athletic: 0-2 (U) / 1-2 (T)             |
| 2018/19 | Scottish League One      | III    | 3         | 1.555 | 8e finale    | pd-wedstrijden > Queen of the South FC: 1-3 (T) / 0-0 (U)              |
| 2019/20 | Scottish League One      | III    | 1         | 1.839 | 4e ronde     | competitie na 30 wedstrijden afgebroken i.v.m. coronapandemie          |
| 2020/21 | Scottish Championship    | II     | 3         | 0     | 3e ronde     |                                                                        |
| 2021/22 | Scottish Championship    | II     | 5         | 1.729 | 8e finale    |                                                                        |
| 2022/23 | Scottish Championship    | II     | 7         | 1.982 | kwartfinale  |                                                                        |
| 2023/24 | Scottish Championship    | II     | 2         | 4.259 | 4e ronde     | pd-wedstrijden > Ross County FC: 1-2 (T) / 0-4 (U)                     |
| 2024/25 | Scottish Championship    | II     | 5         |       | 8e finale    |                                                                        |
| 2025/26 | Scottish Championship    | II     | .         |       |              |                                                                        |

### Raith Rovers in Europa
#Q = #kwalificatieronde, #R = #ronde, T/U = Thuis/Uit, W = Wedstrijd, PUC = punten UEFA coëfficiënten .
Uitslagen vanuit gezichtspunt Raith Rovers FC
| Seizoen | Competitie | Ronde | Land               | Club              | Totaalscore | 1e W    | 2e W    | PUC |
| ------- | ---------- | ----- | ------------------ | ----------------- | ----------- | ------- | ------- | --- |
| 1995/96 | UEFA Cup   | Q     | Vlag van Faeröer   | GÍ Gøta           | 6-2         | 4-0 (T) | 2-2 (U) | 5.0 |
|         |            | 1R    | Vlag van IJsland   | ÍA Akranes        | 3-2         | 3-1 (T) | 0-1 (U) | 5.0 |
|         |            | 2R    | Vlag van Duitsland | FC Bayern München | 1-4         | 0-2 (T) | 1-2 (U) | 5.0 |

Zie ook
- Deelnemers UEFA-toernooien Schotland
- Ranglijst van alle clubs die in de diverse Europa Cups zijn uitgekomen

## Bekende (oud-)trainers
- Craig Levein
- Gary Locke

## Bekende (oud-)spelers
- David Bagan
- Anthony Bartholome
- David Bates
- Jon Daly
- Ronnie Coyle
- Craig Dargo
- Manny Duku
- Grant Gillespie
- Paul Hartley
- Jason Holt
- Jamie Langfield
- Willie MacFarlane
- Ian MacLeod
- Kevin McBride
- Nacho Novo
- Ian Porterfield
- Denis Prychynenko
- Steven Robb
- David Smith
- Gordon Smith
- John Sutton
- David Templeton
- Joël Thomas
- Danny Thomson
- Jason Thomson
- Gareth Wardlaw
- Jamie Walker

## Records
- Hoogste aantal toeschouwers: 31 306 tegen Hearts in 1953
- Grootste overwinning: 10-1 tegen Coldstream (Schotse beker) in 1954
- Grootste nederlaag: 2-11 tegen Morton (2de klasse) in 1936